# Montélimar
Montélimar är en kommun i departementet Drôme i regionen Auvergne-Rhône-Alpes i sydöstra Frankrike. Kommunen är chef-lieu för 2 kantoner som tillhör arrondissementet Nyons. År 2022 hade Montélimar 40 356 invånare.

## Befolkningsutveckling
Antalet invånare i kommunen Montélimar
Referens:INSEE